# Otto Barić
Otto Barić (Plasnice kraj Klagenfurta, Austrija, 19. lipnja 1932. – Zagreb, 13. prosinca 2020.) bio je hrvatski nogometaš, nogometni trener i izbornik.
Igrao je u juniorima Dinama. Kao senior igrao je u Metalcu (današnjoj Kustošiji) i Lokomotivi. 
Nogometni je trener od 1963. Trenirao je velik broj nogometnih klubova: NK Lokomotiva Zagreb, Opel–Rüsselsheim, Germania Wiesbaden, Wacker Innsbruck, LASK Linz, NK Zagreb, NK Dinamo Vinkovci, SK Sturm Graz, Rapid Beč, VfB Stuttgart, Casino Salzburg, NK Dinamo Zagreb i Fenerbahče. 
Bio je direktor Dinamove omladinske škole, trener amaterske reprezentacije Jugoslavije, asistent Miroslavu Blaževiću, kao trener u hrvatskoj reprezentaciji na Europskom prvenstvu u Engleskoj 1996., te sportski direktor Austrije Salzburg.  
Bio je izbornik austrijske nogometne reprezentacije od 1. travnja 1999. do 31. prosinca 2001. U 22 utakmice ostvario je 7 pobjeda, 6 remija te 9 poraza.
Bio je izbornik hrvatske nogometne reprezentacije od srpnja 2002. do završetka Europskog prvenstva u Portugalu 2004. U 24 utakmice, ostvario je 11 pobjeda, 8 remija i 5 poraza.
Albansku nogometnu reprezentaciju vodio je od 1. srpnja 2006. do 22. studenoga 2007.
Imao je suprugu Zdenku i sina Otta.

## Uspjesi
- Wacker Innsbruck
  - 2 naslova prvaka Austrije, 1971. i 1972.

- Rapid Beč
  - 3 naslova prvaka Austrije, 1983., 1987. i 1988.
  - 4 kupa Austrije, 1983., 1984., 1985. i 1987.
  - 2 Superkup Austrije, 1987. i 1988.
  - finale Kupa pobjednika kupova, 1985.

- SK Sturm Graz
  - naslov prvaka Austrije, 1990.
  - doprvak Austrije, 1982.

- Casino Salzburg
  - 2 naslova prvaka Austrije, 1992. i 1994.
  - austrijski kup, 1993.
  - finale Kupa UEFA, 1994.

- Dinamo Zagreb
  - naslov prvaka Hrvatske, 1997.
  - pobjednik hrvatskog kupa, 1997.

- VfB Stuttgart
  - finalist njemačkog kupa, 1986.

- NK Zagreb
  - pobjednik druge lige, 1976.

- Fenerbahče
  - doprvak Turske, 1999.

- Germania Wiesbaden
  - prvak njemačke 3. lige, 1970.

- Jugoslavija (amateri)
  - naslov prvaka Balkana, 1976.
  - naslov prvaka Europe, 1978.

## Smrt
Preminuo je 13. prosinca 2020. godine u 89. godini od posljedica koronavirusa. Prije smrti proveo je tjedan dana u Kliničkoj bolnici Dubrava u Zagrebu.